# Tredeciljard
Tredeciljard är talet 1081 i tiopotensnotation, och kan skrivas med en etta följt av 81 nollor, alltså
1 000 000 000 000 000 000 000 000 000 000 000 000 000 000 000 000 000 000 000 000 000 000 000 000 000 000 000.
Ordet tredeciljard kommer från det latinska prefixet tredeca- (tretton) och med ändelse från miljard.
En tredeciljard är lika med en miljon duodeciljarder eller en miljondel av en quattuordeciljard.
En tredeciljarddel är 10−81 i tiopotensnotation.